# Clint Fazal Alikhan
Clint Fazal Alikhan is een Surinaams topfunctionaris en musicus. Hij trad in 2021 toe tot de directie van de Volkscredietbank (VCB) als commercieel directeur. Als songwriter drong hij twee keer door tot de finale van SuriPop.

## Biografie
Clint Fazal Alikhan studeerde af als bachelor in bedrijfsadministratie (BBS) aan zowel de FHR School of Business als Hogeschool Inholland. Hij werkte van 1992 tit 2021 bij de Republic Bank. 
Eind 2020 was hij in beeld voor de benoeming van directeur bij de Volkscredietbank (VCB). De vakbond van de bank, SVWO, was tegen de benoeming, vooral omdat hij van een andere bank kwam en omdat het de VCB met de huidige directie was gelukt om uit een moeilijke periode te komen. De bond liet evenwel weten niet tegen een functie als onderdirecteur te zijn. In februari 2021 trad Fazal Alikhan vervolgens aan als commercieel directeur (CCO) in een gedeelde leidersfunctie met Roy Soechit, die al deel uitmaakte van de directie.
Samen met Ricky Cheng A June schreef Fazal Alikhan het lied Kenki yu yeye tide dat in 2022 de finale van het componistenfestival SuriPop XXI bereikte. Het werd gezongen door Waldino Belfor en Powl Ameerali. De winst ging dit jaar naar het schrijversduo Rudi & Eunice Fernand. Voor SuriPop XXII in 2024 staat hij opnieuw in de finale. Dan zal Kavish Kalka het door hem geschreven Yu nanga mi opvoeren.